# Claus Johansen (journalist)
 For alternative betydninger, se Claus Johansen. (Se også artikler, som begynder med Claus Johansen)
Claus Johansen en dansk journalist, der siden september 2014 har været ansat på Søndagsavisen, først som ledende redaktionschef og senere som chefredaktør.
Johansen er student fra Grindsted Gymnasium i 1978 og uddannet journalist fra Danmarks Journalisthøjskole i 1986 og kom derefter til Bornholms Radio som reporter. I 1987 blev han billedredaktør for Polfoto. Derefter kom han til Ritzau, først som skrivende og senere som nyhedsredaktør. Her var han til 1993, hvor han blev nyhedsredaktør på Politiken. I 1997 skiftede han til en stilling som redaktionschef for Jyllands-Posten i København. Han blev i sommeren 2006 ansat på JP/Politikens gratisavis-satsning 24timer, hvor han sammen med Marianne Gram udgjorde chefredaktionen. Fra 2008 var han eneste chefredaktør. I 2010 skiftede Claus Johansen til Computerworld, hvor han var redaktionschef. Siden september 2014 har Claus Johansen arbejdet på Søndagsavisen, først som ledende redaktionschef og senere som chefredaktør. Han er desuden chefredaktør på en række lokalaviser, som Søndagsavisen A/S udgiver i København.
Claus Johansen har to børn og er bosiddende i Brønshøj.